# نیروگاه نیابارونگو
نیروگاه نیابارونگو (به لاتین: Nyabarongo Power Station) یک سد در رواندا است که در Mushishiro, Muhanga واقع شده‌است.